# Савінов Едуард Володимирович
Едуа́рд Володи́мирович Савінов (15 серпня 1970 — 10 травня 2016) — молодший сержант Збройних сил України, учасник російсько-української війни.

## Життєпис
Народився 1970 року в тодішньому Іллічівську (нині Чорноморськ), де й надалі проживав. Ще в ранні роки втратив батьків; працював зварювальником аварійної служби в ЖЕУ, згодом мешкав у Великій Долині (Чорноморськ) — винаймав половину будинку.
На фронт пішов добровольцем — під час 5-ї хвилі мобілізації; молодший сержант, командир відділення десантно-штурмової роти, 1-й батальйон 36-ї окремої бригади морської піхоти.
10 травня 2016 року в селі Широкине під Маріуполем пополудні двоє морських піхотинців пішли поправити огорожу фортифікаційних споруд — пошкодилася після шторму, та підірвались на встановленій міні з «розтяжкою»; Едуард загинув від осколкового поранення у сонну артерію.
Похований в Чорноморську.
Був розлучений, без Едуарда залишилися син 2005 р.н. та сестра.

## Нагороди та вшанування
- указом Президента України № 291/2016 від 4 липня 2016 року «за особисту мужність і високий професіоналізм, виявлені у захисті державного суверенітету та територіальної цілісності України, вірність військовій присязі» — нагороджений орденом «За мужність» III ступеня (посмертно)[1]
- у Малодолинському Чорноморського району є вулиця Едуарда Савінова.